# Thymoites gibbithorax
Thymoites gibbithorax là một loài nhện trong họ Theridiidae.
Loài này thuộc chi Thymoites. Thymoites gibbithorax được Eugène Simon miêu tả năm 1894.